# Complotto papista

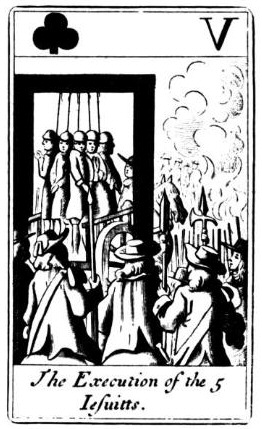
L'esecuzione di cinque gesuiti

Il Complotto papista (Popish Plot in inglese) fu una cospirazione fittizia suggerita da Titus Oates, che dal 1678 al 1681 produsse nei regni di Inghilterra e di Scozia una serie di movimenti anti-cattolici.
Oates, infatti, aveva pensato che vi fosse una cospirazione cattolica per assassinare Carlo II, accuse che portarono all'esecuzione di almeno 22 uomini e che portarono alla crisi dell'Exclusion Bill. L'intricata rete di accuse stesa da Oates alla fine finì per punire lui stesso, portando al suo arresto per spergiuro.

## Sfondo storico

### Lo sviluppo dell'anti-cattolicesimo inglese
È possibile comprendere il complotto papista se si ha un chiaro sfondo della situazione in Inghilterra a partire dalla Riforma anglicana e dal successivo crescente sentimento anti-cattolico sviluppatosi in gran parte della popolazione protestante dell'Inghilterra.
La Riforma anglicana ebbe inizio nel 1533 quando re Enrico VIII (1509–1547) cercava a tutti i costi l'annullamento dal suo matrimonio con Caterina d'Aragona per sposare Anna Bolena. Dal momento che il papa non era intenzionato a concederglielo, Enrico interruppe i rapporti con Roma e prese personalmente il controllo della Chiesa d'Inghilterra. Successivamente, si impegnò nella dissoluzione dei monasteri, causando così l'opposizione della nazione inglese che in gran parte era ancora cattolica a quell'epoca. Con l'ascesa al trono del figlio di Enrico, Edoardo VI (1547–1553), la chiesa d'Inghilterra venne trasformata in un organismo strettamente protestante, spesso con la soppressione delle restanti istituzioni filo-cattoliche.
Ad Edoardo successe la sorellastra Maria I (1553–1558), figlia di Enrico VIII e Caterina. La nuova regina era cattolica e si impegnò perché la chiesa d'Inghilterra tornasse in unione con la Santa Sede. Maria nella sua politica compì però due azioni che furono largamente impopolari all'epoca: sposò il cugino re Filippo II di Spagna, paese dove gli orrori dell'inquisizione continuavano in particolare contro protestanti ed eretici, ed ella stessa ordinò l'esecuzione al rogo di 300 protestanti, causando così il malessere nel paese e la comune associazione tra il cattolicesimo e quanto stava accadendo in Inghilterra, oltre a pensare che altre potenze estere, religiose o non, stessero complottando contro l'Inghilterra e la chiesa anglicana.
A Maria successe la sorellastra protestante Elisabetta I (1558–1603), che nuovamente interruppe le relazioni con Roma e soppresse il cattolicesimo. Questi fatti e la sua dubbia legittimazione – era figlia di Enrico VIII e di Anna Bolena – portò le potenze cattoliche a non riconoscerla come regina ed a favorire invece sua cugina cattolica, Maria di Scozia. Il regno di Elisabetta conobbe alcune ribellioni cattoliche come la Sollevazione del nord (1569) e complotti come il Complotto Ridolfi (1571) o il Complotto Babington (1586), intenzionati entrambi a uccidere Elisabetta ed a rimpiazzarla con Maria grazie all'aiuto di una invasione pilotata dalla Spagna. Dopo quest'ultimo atto, Maria venne arrestata e decapitata nel 1587. Questo fatto ed il supporto di Elisabetta alla Rivolta olandese nei Paesi Bassi spagnoli portarono Filippo II di Spagna a tentare comunque l'invasione con l'Invincibile Armata (1588). Questa azione, che si dimostrò un fallimento, non fece altro che rafforzare l'impressione che il cattolicesimo stesse complottando contro l'Inghilterra, ma che Dio fosse dalla parte dei protestanti inglesi, avendo nell'immaginario collettivo impedito lo sbarco degli spagnoli.
Il sentimento anti-cattolico raggiunse il suo picco massimo nel 1605 dopo che venne scoperto il Gunpowder Plot. Dei cospiratori cattolici tentarono di fermare il regime protestante di Giacomo I facendo saltare in aria il re ed il parlamento durante la tradizionale cerimonia annuale di apertura del parlamento. Ad ogni modo, Guy Fawkes, incaricato degli esplosivi, venne scoperto la notte prima dell'attentato. L'importanza e la portata del complotto – se fosse riuscito molte delle principali figure di governo sarebbero rimaste uccise in un solo colpo - convinse gli inglesi che i cattolici erano ormai un pericolo pubblico e che non si sarebbero fermati di fronte a nulla pur di raggiungere il loro scopo.

### L'anti-cattolicesimo nel XVII secolo
Il sentimento anti-cattolico fu costante nell'Inghilterra dei decenni successivi: la Guerra dei Trent'anni (1618–1648) venne vista come un tentativo da parte dei cattolici Asburgo di sterminare il protestantesimo in Germania. La politica di sovrani come Carlo I ed in particolare la sua riforma della chiesa e le decisioni prese nei confronti della high church vennero viste come pro-cattoliche, in particolare dal momento che Carlo aveva sposato Enrichetta Maria di Francia, nota cattolica. Questi fatti, assieme alle atrocità di cui si sentiva parlare dei cattolici in Irlanda nel 1641, portarono allo scoppio della Guerra civile inglese (1642–1648), che portò all'abolizione della monarchia e ad un decennio di governo puritano che favorì la tolleranza verso le differenti forme di protestantesimo ma rigettò il cattolicesimo. La restaurazione della monarchia nel 1660 sotto il governo di Carlo II portò con sé la reazione a tutti i dissensi religiosi di quel tempo, giungendo addirittura alla discriminazione legale.
I sentimenti anti-cattolici dopo la restaurazione non furono particolarmente significativi durante il regno di Carlo II, che dovette fronteggiare diversi disastri come la Grande peste di Londra (1665) ed il Grande incendio di Londra (1666). Dopo quest'ultimo tragico evento, iniziarono a circolare delle voci che erano stati i cattolici ad appiccare l'incendio che aveva distrutto gran parte della città e che in particolare i gesuiti ne erano i principali responsabili.
L'anti-cattolicesimo era supportato anche da dubbi circa la fede religiosa del re, che aveva sposato una principessa cattolica, Caterina del Portogallo e si era alleato con la Francia, la principale potenza cattolica contro i protestanti nei Paesi Bassi. Inoltre, il fratello ed erede presunto di Carlo, Giacomo, duca di York, aveva abbracciato il cattolicesimo. Nel 1672, Carlo emise la Royal Declaration of Indulgence, nella quale sospese tutte le leggi penali specifiche contro tutti i non protestanti, ed in particolare contro i cattolici. Questo fatto portò ad un crescente terrore da parte dei protestanti che i cattolici potessero recuperare influenza in Inghilterra e pertanto riportare il re in conflitto con il parlamento. Nel dicembre del 1677 un pamphlet anonimo (probabilmente scritto da Andrew Marvell) lanciò l'allarme a Londra suggerendo che il papa avesse architettato segretamente le ultime riforme volute dal sovrano.

## Eventi

### L'inizio
Oates e Israel Tonge, fanatici anti-cattolici del clero, avevano scritto un lungo manoscritto nel quale accusavano le autorità della chiesa cattolica di approvare l'assassinio di Carlo II di cui avevano segretamente incaricato i gesuiti in Inghilterra. Il manoscritto fa inoltre il nome di quasi 100 gesuiti e dei loro sostenitori che sarebbero stati coinvolti nel complotto di assassinio del sovrano per rimpiazzarlo con un nuovo sovrano voluto dai paesi cattolici, ma ad ogni modo nulla di quanto scritto nel documento diede prova di essere vero.
Oates fece avere a Tonge una copia del manoscritto nella casa del medico Sir Richard Barker, col quale Tonge viveva. Il giorno successivo quando Tonge trovò il manoscritto, lo mostrò ad un suo conoscente, Christopher Kirkby, il quale rimase scioccato e decise di informare il re. Kirkby era un chimico e assistente del sovrano nei suoi esperimenti di chimica. Il 13 agosto 1678, mentre Carlo stava camminando nel St. James's Park, il chimico lo informò del complotto. Carlo minimizzò la cosa ma Kirkby disse di conoscere i nomi degli assassini che avevano pianificato di sparare al re e che, nel caso in cui avessero fallito, era a conoscenza del fatto che il medico della regina, Sir George Wakeman, avrebbe dovuto avvelenarlo. Quando il re richiese prove per queste pesanti accuse, il chimico si offrì di portargli Tonge che conosceva personalmente i fatti. Carlo chiese a Kirkby di portare Tonge alla presenza di Thomas Osborne, lord Danby, Lord High Treasurer, il più influente dei ministri del re e di esporre a lui i fatti. Tonge a questo punto, interrogato lord Danby, mentì dicendo che aveva trovato il manoscritto ma non ne conosceva l'autore.

### Le indagini
Il governo, malgrado la diffidenza del re, prese seriamente la faccenda (era questa pratica comune per i tempi, la precedente primavera una casalinga di Newcastle era stata indagata semplicemente per aver detto che "il re rappresenta la maledizione per tutte le buone e fedeli mogli col suo cattivo esempio"). Danby, che inizialmente credette al complotto, chiese al re di avviare una indagine sul fatto. Carlo II la ritenne inutile, ritenendo che l'intera faccenda fosse assurda. Egli chiese inoltre a Danby di mantenere la massima segretezza sull'evento per non porre l'idea del regicidio nella testa della popolazione. Ad ogni modo, alcune parole del manoscritto pervennero nelle mani del duca di York, il quale richiese pubblicamente la necessità di una inchiesta sul fatto. Sebbene Carlo dovette ammettere che non vi fossero prove certe di alcuna delle notizie riportate sul pamphlet, riluttante accettò di avviare le indagini a questo punto. Durante le investigazioni, emerse il nome di Oates il quale venne accusato da alcune fonti di aver incontrato il reggente di Spagna, Giovanni d'Austria. Il re ebbe quindi una lunga e franca discussione con Paul Barillon, ambasciatore francese in Inghilterra, nella quale ripeté ancora una volta di non credere ad una sola parola sul complotto e che Oates era solo un "invasato".
Il 6 settembre Oates venne convocato davanti al magistrato Sir Edmund Berry Godfrey per ripetere la testimonianza che già aveva reso al sovrano. Oates ammise di essere stato ad un raduno di gesuiti alla Taverna del Cavallo Bianco nella zona londinese dello Strand, il 24 aprile 1678. Secondo Oates, l'intento di quella riunione era discutere dell'assassinio di Carlo II, dibattendo anche sui metodi: pugnalato da un sicario irlandese, ucciso con un colpo di archibugio da un gesuita o avvelenato dal medico della regina, sir George Wakeman.
Oates e Tonge vennero convocati il mese successivo davanti al Privy Council, ed il consiglio stesso interrogò Oates. Il 28 settembre egli rilasciò 43 accuse contro vari membri di ordini religiosi cattolici, tra cui i nomi di 541 gesuiti e numerosi nobili cattolici. Accusò Sir George Wakeman, il fisico della regina, e Edward Colman, segretario di Maria Beatrice d'Este, duchessa di York, di aver pianificato l'assassinio del sovrano. Colman si scoprì che effettivamente aveva intrattenuto una corrispondenza col gesuita francese padre Ferrier, confessore di Luigi XIV, sottolineando il suo grandioso schema per ottenere la dissoluzione del parlamento nella speranza di crearne uno nuovo più favorevole ai francesi; sulla base di queste rivelazioni, venne condannato a morte con l'accusa di tradimento. Wakeman venne in seguito riconosciuto innocente. Malgrado la cattiva reputazione di Oates, i consiglieri tutti rimasero fortemente impressionati dalla sua capacità di parola e dalla ricchezza di dettagli del suo racconto oltre che dalla sua memoria. Punto focale fu quando gli vennero mostrate cinque lettere contenenti dei dettagli sul complotto che alcuni lo accusavano di aver scritto di suo pugno: Oates fece invece il nome di ogni singolo autore.
Tra gli accusati da Oates spiccavano anche William Fogarty, l'arcivescovo di Dublino Peter Talbot, Samuel Pepys e John Belasyse, I barone Belasyse. La lista crebbe di altri 81 nomi.

### L'assassinio di Godfrey
Le accuse non ebbero uno sbocco particolare sino all'assassinio di Edmund Berry Godfrey, membro del parlamento e strenuo sostenitore del protestantesimo. La sua sparizione il 12 ottobre 1678, il ritrovamento del suo corpo mutilato il 17 ottobre successivo (era stato strangolato e mutilato con la sua stessa spada), e la mancata soluzione dell'assassinio portarono la popolazione protestante a risentirsi. Molti dei suoi sostenitori addossarono l'assassinio ai cattolici. I lord chiesero a re Carlo di bandire tutti i cattolici nel raggio di 20 miglia da Londra, fatto a cui Carlo dovette piegarsi il 30 ottobre successivo, ma era ormai troppo tardi in quanto tutta la capitale era nel panico.
Oates sfruttò l'omicidio come prova della verità del suo complotto. L'assassinio di Godfrey e la scoperta delle lettere di Edward Coleman diede basi solide ai fatti di Oates. Oates venne richiamato a dare nuova testimonianza prima alla Camera dei Lords e poi alla Camera dei Comuni il 23 ottobre 1678. Egli disse anche di aver visto diversi contratti siglati personalmente dal Superiore Generale dei gesuiti con l'intento sempre di uccidere Carlo II e porre sul trono un sovrano cattolico. Ancora oggi il delitto di sir Edmund Godfrey rimane insoluto. Il collega di Oates, William Bedloe, denunciò il cesellatore d'argento Miles Prance, che per parte sua accusò tre lavoranti, Berry, Green e Hill, che vennero processati, condannati e decapitati nel febbraio del 1679; a breve divenne ad ogni modo chiaro che i tre erano innocenti e che Prance, che era stato soggetto a tortura, fece il loro nome per ottenere la propria libertà.

### Il complotto al parlamento
Re Carlo, avvisato dello svolgimento dei fatti, fece ritorno a Londra e convocò il parlamento in seduta plenaria. Egli continuava a rimanere poco convinto delle accuse di Oates, ma il parlamento e l'opinione pubblica lo forzarono ad ulteriori investigazioni. I rappresentanti del parlamento così si espressero sulla faccenda: "È opinione di questa Camera chi vi sia in atto un terribile e diabolico complotto progettato dai papisti col tentativo di assassinare il re." Tonge venne chiamato a testimoniare il 25 ottobre 1678 dove sottolineò il ruolo dei cattolici nel Grande Incendio di Londra e delle voci che correvano tra il popolo di altri simili atti. Il 1º novembre, entrambe le Camere ordinarono un'indagine nella quale un francese, Choqueux, venne scoperto ospitare a casa sua un deposito di polvere da sparo. Questo fatto causò altro panico sin quando non si scoprì che egli non era altro che il fabbricante di fuochi d'artificio del re.

### Processo a cinque lords cattolici
Oates di fronte a questi successi si spinse anche oltre ed accusò cinque lords di fede cattolica di essere coinvolti nel complotto: William Herbert, I marchese di Powis, William Howard, I visconte Stafford, Henry Arundell, III barone Arundell di Wardour, William Petre, IV barone Petre e John Belasyse, I barone Belasyse. Il re rigettò le accuse, adducendo inoltre il fatto che Belasyse era così afflitto dalla gotta da poter appena reggersi in piedi, mentre Arundell e Stafford non si parlavano da 25 anni; ma Anthony Ashley Cooper, I conte di Shaftesbury fece arrestare comunque i lords e li inviò alla Torre di Londra il 25 ottobre 1678. Continuando la lotta anti-cattolica, Shaftesbury chiese pubblicamente che il fratello cattolico del re, Giacomo, venisse escluso dalla successione al trono, portando quindi alla Exclusion crisis. Il 5 novembre 1678, il popolo bruciò pubblicamente delle effigi del papa al posto di quelle tradizionali di Guy Fawkes (come era ormai tradizione in Inghilterra dopo il giorno di Ognissanti). Alla fine dell'anno, il parlamento passò una legge, un secondo Test Act, che escludeva i membri cattolici da entrambe le camere di governo (una legge che rimase in vigore sino al 1829).
Il 1º novembre 1678, la Camera dei Comuni discusse la questione dei "cinque lords papisti". Il 23 novembre successivo tutte le carte di Arundell vennero sequestrate ed esaminate da una apposita commissione dei lords; il 3 dicembre i cinque pari vennero chiamati a giudizio per alto tradimento; ed il 5 dicembre la Camera dei Comuni annunciò ufficialmente l'accusa mossa ad Arundell. Un mese dopo, il parlamento venne sciolto e le procedure vennero interrotte. Nel marzo del 1679 la discussione venne ripresa ed il 10 aprile Arundell e tre dei suoi compagni (Belasyse era troppo malato per presenziare) vennero portati alla Camera dei Lords per difendersi contro le accuse loro rivolte. Arundell implorò i pari di valutare la sua situazione sapendolo perfettamente innocente. La votazione che ne seguì il 24 aprile successivo non portò ad esiti definiti e pertanto il 26 aprile i prigionieri vennero nuovamente riportati dinnanzi alla Camera dei Lords ed Arundell replicò la propria innocenza e totale estraneità ai fatti.
Il processo venne fissato per il 13 maggio, ma una querelle scoppiata tra le due camere sul modo di procedere e sulla legalità di ammettere i vescovi alla pena capitale, seguita da una dissoluzione del parlamento, spostò l'inizio del dibattimento forense al 30 novembre 1680. In quel giorno venne deciso di procedere dapprima contro lord Stafford, che venne condannato a morte il 7 dicembre e decapitato il 29 dicembre successivo.
Il 30 dicembre venne ordinato di procedere contro Arundell e gli altri tre prigionieri, ma l'improvvisa morte di William Bedloe segnò ancora una volta l'interruzione dei lavori. Lord Petre morì alla Torre di Londra nel 1683 mentre i suoi compagni vi rimasero sino al 12 febbraio 1684 quando l'appello alla Court of King's Bench venne ascoltato. Il 21 maggio 1685 Arundell, Powis e Belasyse si presentarono alla Camera dei Lords per presentare delle petizioni per chiedere l'annullamento delle loro accuse, petizioni firmate già il giorno successivo. Il 1º giugno 1685 la loro libertà venne garantita e venne anche emesso il 4 giugno un bill of attainder che riabilitò la figura di Stafford.

### Il picco dell'isteria comune

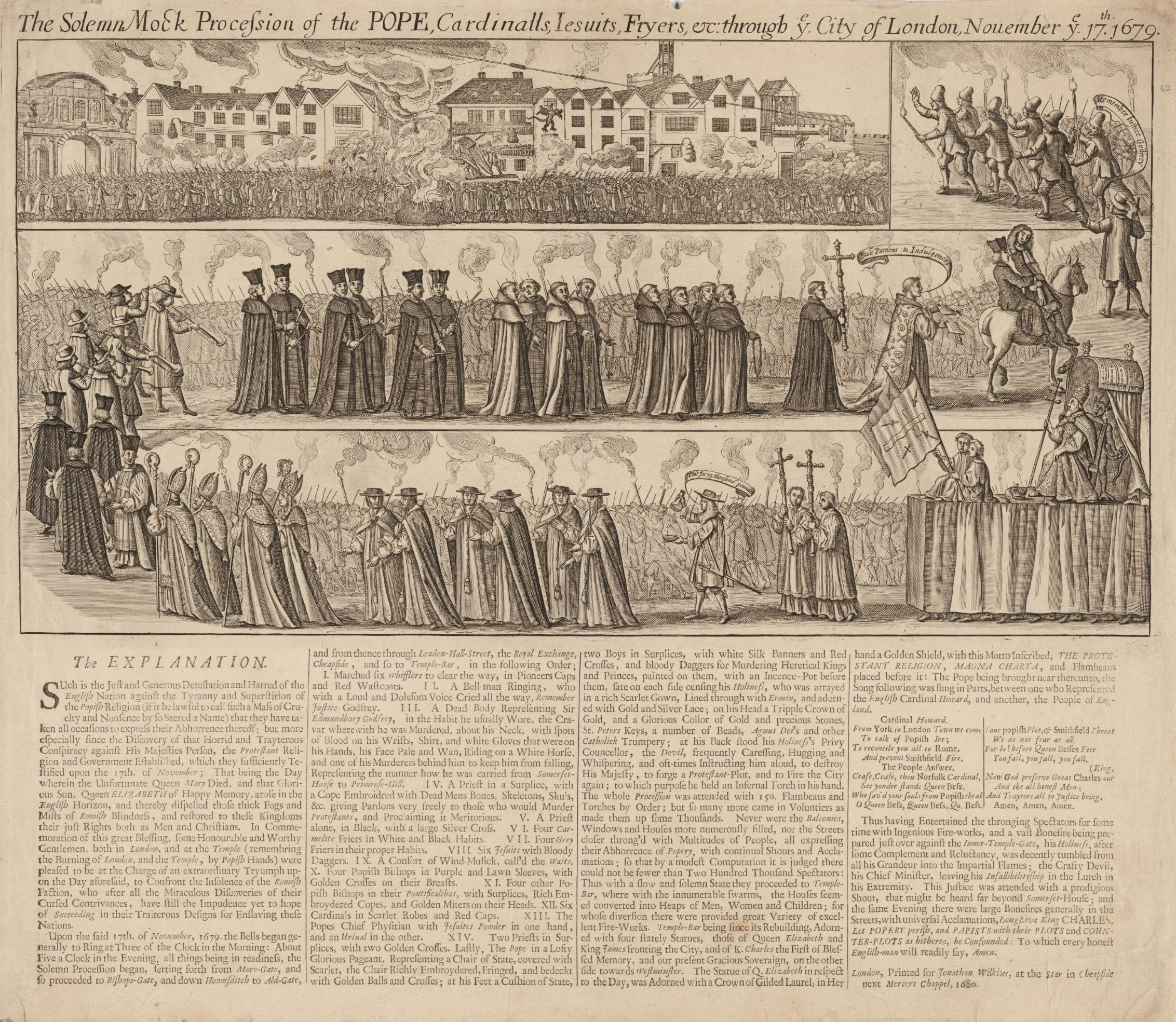
Stampa dell'epoca nella quale si può leggere "La solenne processione scherzosa del papa, dei cardinali e dei frati gesuiti coi loro compagni nella città di Londra il 17 novembre 1679"

Il 24 novembre 1678, Oates accusò la regina di star complottando col medico del re per avvelenare il sovrano con l'aiuto del "capitano" William Bedloe, noto membro della malavita londinese. Il re personalmente interrogò Oates, cogliendolo in un gran numero di imprecisioni e bugie ed ordinandone l'arresto. Ad ogni modo alcuni giorni dopo, con lo scoppio della crisi costituzionale, il parlamento forzò il rilascio di Oates.
L'isteria continuò: Roger North scrisse che si pensò "che il Gabinetto dell'Inferno si fosse aperto". Le nobildonne portavano le armi di notte. Diverse case vennero messe a soqquadro alla ricerca di armi occultate, gran parte senza risultati. Molte vedove cattoliche cercarono salvezza sposando vedovi anglicani. La Camera dei Comuni venne indagata alla ricerca di un secondo Gunpowder Plot che però si rivelò un fatto inesistente.
Chiunque, anche se solo sospettato di essere cattolico, veniva cacciato da Londra e gli veniva proibito di farsi vedere nel giro di 10 miglia dalla città. William Staley, giovane banchiere cattolico, ubriacatosi, parlò contro il re e nel giro di dieci giorni venne portato a processo, condannato e decapitato per aver cercato di complottare contro il re. Oates, per parte sua, ricevette un appartamento a Whitehall ed una pensione annuale per i servigi resi allo stato. Ben presto presentò ulteriori nuove accuse, adducendo il fatto che gli assassini erano intenzionati a sparare al sovrano con delle pallottole d'argento così che la ferita non sarebbe potuta rimarginare. Storie come queste, inventate dalla popolazione, includevano un racconto secondo il quale rumori di scavo erano stati sentiti nei pressi della Camera dei Comuni di notte e che addirittura i francesi stessero per invadere l'Inghilterra dall'Isola di Purbeck. Era chiaro che Oates e Bedloe erano stati supportati da altri informatori tra cui spiccavano Thomas Dangerfield, noto criminale, ma anche personaggi come Stephen Dugdale, Robert Jenison e Edward Turberville, uomini di buona condotta sociale che per motivi di vendette personali denunciarono vittime innocenti, contribuendo nel contempo a rendere più credibile il complotto. Dugdale in particolare fece una tale impressione persino sul re che "iniziò a pensare che dovesse esserci qualcosa di collegato al complotto".

### Il calo dell'isteria
A questo punto però, l'opinione pubblica iniziò a rivolgersi contro Oates; iniziavano infatti a circolare notizie circa le esecuzioni di massa perpetrate al di fuori di Londra contro sacerdoti innocenti e lo stesso lord Shaftesbury deprecò pubblicamente questi orrori ordinando il rilascio dei perseguitati. Vi fu un tentativo quindi di spostare il complotto anche nello Yorkshire, dove importanti cattolici locali come Sir Thomas Gascoigne, II baronetto, vennero accusati di aver cantato la canzone popolare "the Bloody Oath of Secrecy" inneggiante contro i protestanti. Il complotto prese piede anche in Irlanda dove due arcivescovi cattolici, Plunkett e Talbot, rimasero vittime, ma non in Scozia.
Dopo la morte di almeno 22 uomini innocenti di cui l'ultimo era stato appunto Oliver Plunkett, l'arcivescovo cattolico di Armagh il 1º luglio 1681, il Chief Justice, William Scroggs iniziò a dichiarare i primi proscioglimenti dalle accuse ed il re iniziò a dare il proprio assenso a questi atti. Il sovrano infatti, tollerante verso le differenze religiose e genericamente incline alla clemenza, probabilmente pensando anche all'Act of Indemnity and Oblivion. Al processo di sir George Wakeman e di altri prelati con lui tratti in giudizio, Scroggs fece pressione sulla giuria perché tutti gli imputati venissero assolti e, malgrado il risentimento pubblico, il re disse chiaramente di approvare la condotta di Scroggs. Il 31 agosto 1681, Oates dovette lasciare i propri appartamenti a Whitehall, ma non si arrese e denunciò anzi il re ed il duca di York. Arrestato per sedizione, venne condannato al pagamento di una multa di 100.000 sterline e gettato in prigione.
Quando Giacomo II ascese al trono nel 1685 fece processare Oates. La giuria che lo chiamò a giudizio era capeggiata da George Jeffreys, I barone Jeffreys, il quale condusse il processo in maniera tale che Oates non aveva speranza di essere assolto e la giuria potesse così emettere il suo verdetto di colpevolezza. La pena di morte non era prevista per il reato di spergiuro per cui egli era stato accusato, ma Oates venne condannato ad essere privato delle sue vesti clericali, ad essere frustato per ben due volte alla Torre di Londra e ad essere imprigionato a vita e messo alla gogna un giorno all'anno (queste pene, così severe, hanno suggerito che forse Jeffreys stesse tentando di uccidere indirettamente Oates con un così cattivo trattamento). Oates trascorse i successivi tre anni in prigione. Con l'ascesa di Guglielmo d'Orange e Maria nel 1689, Oates venne perdonato ed ottenne una pensione annua di 260 sterline, ma la sua reputazione non si riprese mai da questo scandalo. La sua pensione venne sospesa per poi essere restaurata nel 1698 e incrementata a 300 sterline annue. Oates morì il 12 o 13 luglio 1705, perlopiù dimenticato dal pubblico che un tempo lo acclamava come eroe.
Per quanto riguarda gli altri informatori, Miles Prance venne accusato di spergiuro ma venne riconosciuto il fatto che era stato torturato per il fatto di essere un cattolico e quindi costretto a fare le accuse. Thomas Dangerfield venne condannato alle medesime pene di Oates ma morì al ritorno della sua prima sessione di gogna pubblica a causa di una ferita all'occhio dopo uno scontro. Bedloe, Turbervile e Dugdale morirono tutti di morte naturale.

## Effetti a lungo termine
La Compagnia di Gesù soffrì i danni maggiori di questo complotto tra il 1678 ed il 1681. Durante questo periodo infatti nove gesuiti vennero condannati a morte e dodici altri morirono in prigione. Altri tre morti sono stati oggi attribuiti all'isteria generale di quel periodo. L'ordine perse anche Combe nell'Herefordshire, che era stato il quartier generale dei gesuiti nel Galles meridionale. Una citazione fatta dal gesuita francese Claudio de La Colombière sottolinea il dramma di quel periodo: "Il nome dei gesuiti era odiato ovunque, persino dai sacerdoti regolari e secolari, e dal laicato cattolico, per via del fatto che si diceva che i gesuiti avessero causato quella tempesta che era sul punto di rovesciare l'intera religione cattolica."
Altri ordini religiosi cattolici soffrirono delle perdite come i carmelitani, i francescani ed i benedettini. Per lungo tempo non venne permesso a loro di condurre missioni in Inghilterra. Molti sacerdoti cattolici vennero arrestati e processati semplicemente per il fatto che Privy Council volesse essere sicuro di parlare con tutti coloro che fossero in possesso (anche solo idealmente) di informazioni sul complotto supposto.
Questa isteria generale ebbe serie conseguenze anche sulla vita ordinaria dell'Inghilterra: il proclama del 30 ottobre 1678 ordinò a tutti i cattolici che non fossero mercanti o proprietari di lasciare sia Londra che Westminster e che dovevano rimanere a debita distanza dalle città se non muniti di permesso specifico personale. La legislazione anti-cattolica di questo periodo rimase in vigore sino all'Ottocento quando il Roman Catholic Relief Act del 1829 abolì queste disposizioni; il sentimento anti-cattolico rimase nella mentalità della popolazione ancora per molto tempo, come testimoniano i Gordon Riots del 1780 che ancora una volta evidenziarono i cattolici più come vittime che come perpetratori di crimini.

## Carte da gioco dell'epoca
All'epoca del complotto papista, come era spesso in uso, vennero realizzate delle carte da gioco che riportavano impresse al posto delle classiche figure delle carte e dei semi, gli episodi del complotto così che a livello propagandistico si imprimessero bene nella mente delle persone:

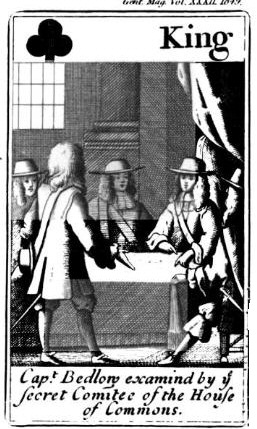
L'informatore William Bedloe
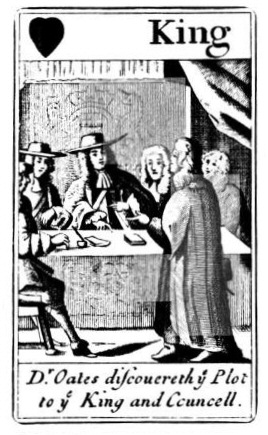
Titus Oates scopre il complotto
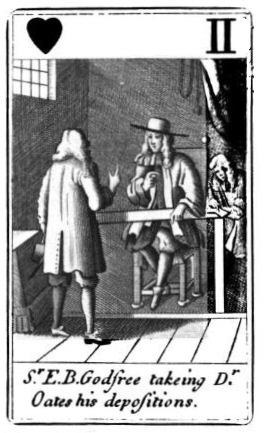
Il magistrato Edmund Berry Godfrey con Oates
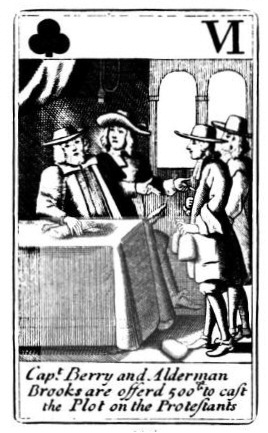
William Brooks, Aldermanno di Dublino
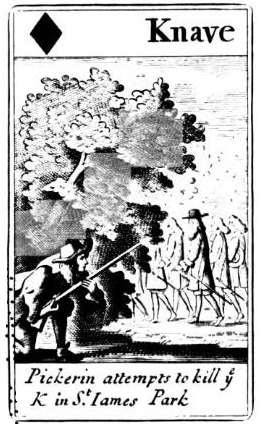
Thomas Pickering, monaco benedettino
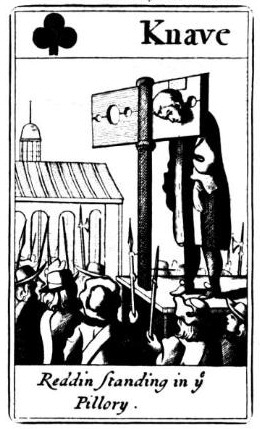
Nathaniel Reading alla gogna
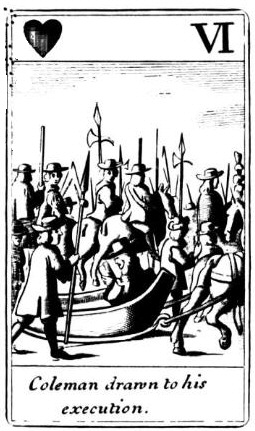
Edward Colman
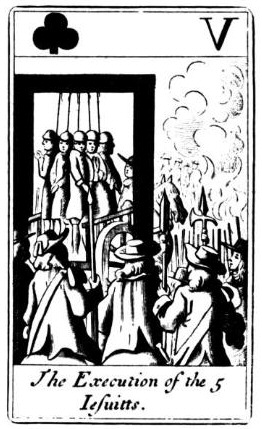
L'esecuzione di cinque gesuiti